# Alexander Krist

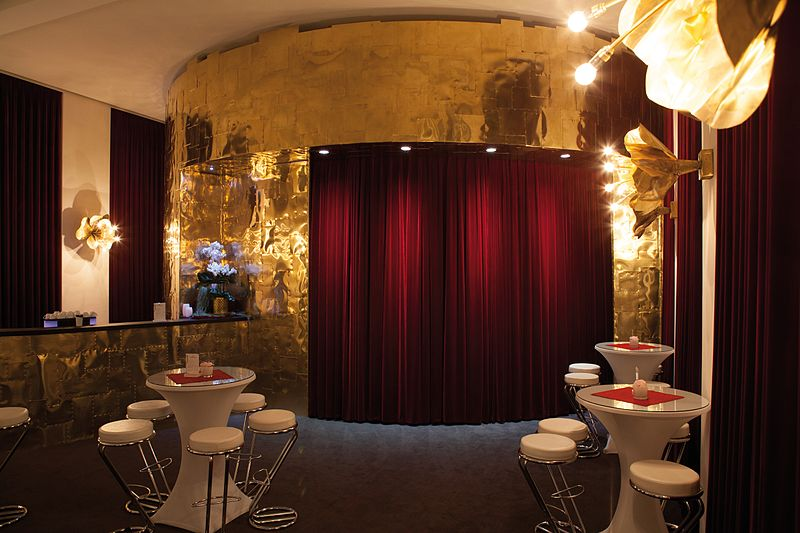
Das Foyer des Table Magic Theaters

Das Alexander Krist ist ein Münchner Privattheater, in dem ausschließlich Zaubershows gezeigt werden. 2007 unter dem Namen Zaubertheater München im Münchner Asam-Hof gegründet, war es das erste feste Theater in Deutschland gewesen, das die sogenannte Close-up-Zauberkunst in den Mittelpunkt stellte. Dabei ist es mit knappen 90 Stühlen bestückt, in der letzten Reihe beträgt der Abstand zum Tisch in der Mitte 4,5 Meter.
2009 eröffnete das Theater als Krist & Münch an seinem aktuellen Spielort, der speziell für die Zauberkunst umgebaut wurde. Seit 2019 ist Christian Münch nur noch in der Verwaltung tätig, der Name wurde auf Alexander Krist geändert. Im Zuge der COVID-19-Pandemie musste das Close-Up-Theater geschlossen werden, woraufhin Krist 2021 ein Theaterzelt am Olympiapark mit 500 Plätzen zum Kristelli umbaute und dort traditionelle Zauberkunst zeigt. Seit Anfang 2022 ist auch der erste Spielort wieder geöffnet.